# Monte Grande, Chiapas
Monte Grande är en ort i Mexiko.   Den ligger i kommunen Chicoasén och delstaten Chiapas, i den sydöstra delen av landet, 700 km öster om huvudstaden Mexico City. Monte Grande ligger 485 meter över havet och antalet invånare är 115.
Terrängen runt Monte Grande är huvudsakligen kuperad, men den allra närmaste omgivningen är bergig. Monte Grande ligger nere i en dal. Runt Monte Grande är det ganska glesbefolkat, med 47 invånare per kvadratkilometer. Närmaste större samhälle är San Fernando, 13,1 km sydväst om Monte Grande. I omgivningarna runt Monte Grande växer huvudsakligen savannskog.